# Четырнадцатое правительство Армении
Четырнадцатое правительство Армении (арм. Հայաստանի տասնչորսերորդ կառավարություն) — правительство Республики Армения (с 2016 года по 2018 год), сформированное премьер-министром Кареном Карапетяном.
Четырнадцатое правительство Армении было сформировано после отставки 8 сентября 2016 года премьер-министра Овика Абрамяна. Правительство сформировал новый премьер-министр Кареном Карапетяном. Характерным является наличие значительного количества беспартийных министров. В СМИ данное правительство получило название «Правительство технократов»

## Члены Правительства
| Имя              | Должность                                                             | Начало или время полномочий |
| ---------------- | --------------------------------------------------------------------- | --------------------------- |
| Карен Карапетян  | Премьер-министр                                                       | С 13 сентября 2016          |
| Ваче Габриелян   | Вице-премьер, Mинистр международной экономической интеграции и реформ | С 20 сентября 2016          |
| Виген Саргсян    | Министр обороны                                                       | С 3 октября 2016            |
| Эдвард Налбандян | Министр иностранных дел                                               | С 15 апреля 2008            |
| Ваган Мартиросян | Министр транспорта и связи                                            | С 20 сентября 2016          |
| Сурен Караян     | Министр экономики                                                     | С 27 сентября 2016          |
| Левон Алтунян    | Министр здравоохранения                                               | С 27 сентября 2016          |
| Давид Арутюнян   | Министр юстиции                                                       | С 25 мая 2017               |
| Игнатий Аракелян | Министр сельского хозяйства                                           | С 20 сентября 2016          |
| Арцвик Минасян   | Министр охраны природы                                                | С 27 сентября 2016          |
| Левон Мкртчян    | Министр образования и науки                                           | С 27 сентября 2016          |
| Артем Асатрян    | Министр труда и по социальным вопросам                                | С 27 сентября 2016          |
| Грачья Ростомян  | Министр спорта и по вопросам молодёжи                                 | С 27 сентября 2016          |
| Армен Амирян     | Министр культуры                                                      | С 27 сентября 2016          |
| Вардан Арамян    | Министр финансов                                                      | С 20 сентября 2016          |
| Ашот Манукян     | Министр энергетики и природных ресурсов                               | С 20 сентября 2016          |
| Давид Тоноян     | Министр по чрезвычайным ситуациям                                     | С 7 февраля 2017            |
| Давид Локян      | Министр территориального управления и развития                        | С 24 февраля 2016           |
| Грануш Акопян    | Министр диаспоры                                                      | С 27 сентября 2016          |
| Ваге Степанян    | министр-Руководитель аппарата правительства                           | С 6 июня 2017               |